# Mémoires de la vie de Henriette-Sylvie de Molière
Mémoires de la vie de Henriette-Sylvie de Molière est un roman-mémoires de Marie-catherine de Villedieu, publié de 1672 à 1674.

## Éditions modernes
Marie-Catherine de Villedieu, Mémoire de la vie d'Henriette-Sylvie de Molière, Paris, Desjonquères, 25 février 2003, 272 p. (ISBN 2843210542)